# Geisenheim
Geisenheim – miasto w Niemczech, w kraju związkowym Hesja, w rejencji Darmstadt, w powiecie Rheingau-Taunus, nad Renem między Wiesbaden i Rüdesheim znanym z okolicznych winnic i lip, posiadające wyższą uczelnię.

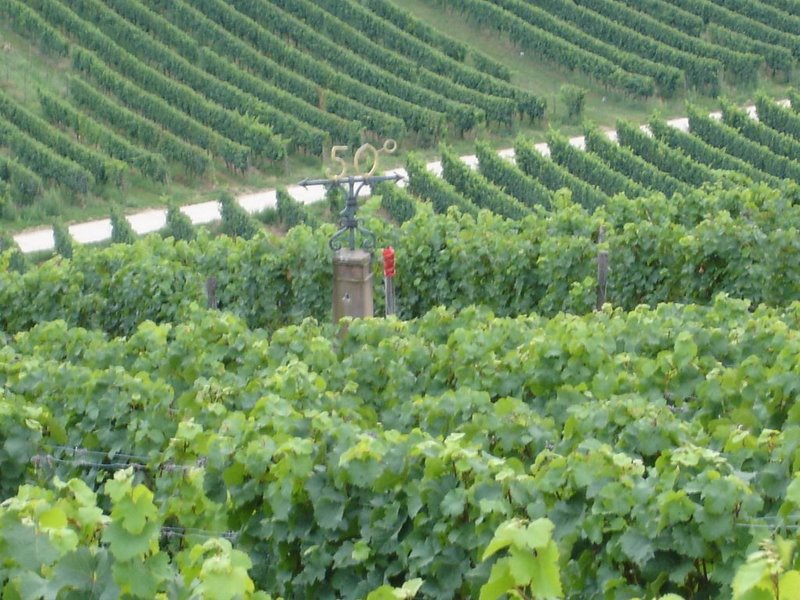
50. stopień północnej szerokości geograficznej przy Zamku Johannisberg

## Położenie geograficzne
Obszar miejski rozciąga się mniej więcej w kierunku południowo-północnym od Renu w pasie o szerokości około trzech kilometrów w górę południowych zboczy gór Rheingau do głównego grzbietu Taunus. Dolna część dzielnic Geisenheim i Johannisberg wokół obszaru zabudowanego składa się głównie z winnic o wysokości do 250 metrów; północna część jest zalesiona. Na skraju lasu znajduje się klasztor pielgrzymkowy i osada satelitarna Marienthal.
50. północny stopień szerokości geograficznej przebiega przez winnicę „Zamku Johannisberg” na południe od zamku i jest oznaczony dwoma oznaczeniami z kutego żelaza na ceglanej podstawie.
Przed miastem leży Schönborn'sche Aue, wyspa Renu, która podczas wysokiej wody jest zalewana.
Miasto Geisenheim składa się z czterech dzielnic: „Śródmieścia”, Johannisbergu, Marienthalu i Stephanshausen.

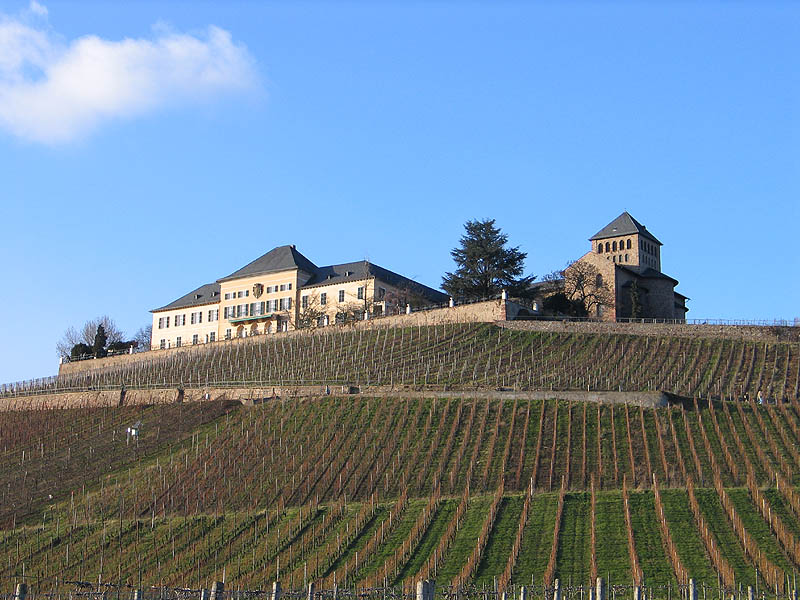
Zamek Johannisberg (Rheingau)

Johannisberg ze starymi zabudowaniami klasztornymi jest najbardziej znaną dzielnicą Geisenheim, ponieważ jest miejscem narodzin Spätlese i słynie na całym świecie ze swoich winnic. Pomnik w zamku Johannisberg upamiętnia nieznanego jeźdźca żniwnego, który miał przywieźć pozwolenie na rozpoczęcie zbiorów wina. Legenda głosi, że jego spóźnienie spowodowało pokrycie się gron szlachetną pleśnią i zapoczątkowało produkcję win tzw. Spätlese. Książę von Metternich otrzymał posiadłości zamkowe w darze od cesarza Franciszka I w 1816 po kongresie wiedeńskim.
Marienthal zawdzięcza swoją nazwę pobliskiemu klasztorowi Marienthal. Klasztor słynie z pielgrzymek maryjnych. Tutaj mieściła się pierwsza na świecie drukarnia klasztorna.

## Współpraca
Miejscowości partnerskie:
- Chauvigny, Francja
- Puligny-Montrachet, Francja
- Szerencs, Węgry
- Trino, Włochy